# Костючки
Костючки́ — село в Україні, у Корюківській міській громаді Корюківського району Чернігівської області. Населення становить 136 осіб. До 2016 - орган місцевого самоврядування — Тютюнницька сільська рада.

## Географія
Село розташоване за 7 км від районного центру і залізничної станції Корюківка та за 12 км від селищної ради. Висота над рівнем моря — 142 м.

## Топоніміка
За розповідями старожилів, село дістало назву від перших поселенців козаків-костючків.

## Історія
У Національній книзі пам'яті жертв Голодомору 1932—1933 років в Україні перелічено 1 жителя села, що загинув від голоду.
12 червня 2020 року, відповідно до розпорядження Кабінету Міністрів України № 730-р «Про визначення адміністративних центрів та затвердження територій територіальних громад Чернігівської області», увійшло до складу Корюківської міської громади.
19 липня 2020 року, в результаті адміністративно-територіальної реформи та ліквідації колишнього Корюківського району, село увійшло до складу новоутвореного Корюківського району.